# Женска снага Двери
Женска снага Двери је женски огранак Српског покрета Двери. Српски покрет Двери као политичка организација породичних људи, ставља жену и породицу на прво место. 
Као резултат рада Женске снаге Двери настали су значајни делови политичког програма  Двери који се баве и брину о здрављу жена као и о побољшању положаја сеоских жена као темама које су нажалост још увек занемарене у нашем друштву и о којима мора много више да се прича. 

## Председница
Председница Женске снаге Двери je Драгана Милићевић. Рођена је 05.08.1969. године. Удата је, мајка је троје деце. По образовању је физиотерапеут и од 2003. године власник је пољопривредног газдинства. Члан је Главног одбора и Председништва Двери. 

## Политички програм

### Положај жена
Декларације које је Савет жена (што је претходни, колоквијални назив за Женску снагу Двери) усвојио, а које су постале део политичког програма Двери су: 
- Декларација о здрављу жена, коју је приредила професорка Радмила Живковић[4], одборник Двери у скупштини града Чачка у прошлом мандату и Председник Савета Двери за бригу о пензионерима[5]  ,
- Декларација о побољшању положаја жена на селу, коју је приредила Председница Женске снаге Двери Драгана Милићевић.

Поред ових тема: 
- Заштите здравља жена и
- Положаја жена у сеоским срединама

Значајан део програма постала и 
- Заштита радних права жена и иницијатива за увођење нерадне недеље

са којом Српски покрет Двери једини наступа међу политичким партијама у Србији. 

### Породична Политика
Положај жене у савременом друштву Женска снага Двери сагледава и кроз неопходну и свеобухватну Породичну политику. 
Највећи проблем Србије и српског друштва је демографски суноврат који, због негативног природног прираштаја, траје деценијама уназад, а у задњих неколико година кулминира додатним, појачаним, исељавањем становништва из економских разлога.
- Млади људи и читаве породице одлазе из Србије.
- Остајемо без лекара, медицинских сестара, возача, занатлија свих врста…
- Све више је сиромашних породица без и једног запосленог члана.
- Све је више старачких и самачких домаћинстава о којима нема ко да брине.

Имајући све ово у виду Српски покрет Двери предлаже и износи на јавну расправу: 
- Програмска начела за заштиту породице у Србији и
- предлаже мере породичне политике кроз свој програм [7]